# Rudolf Endres
Rudolf Endres (* 11. Januar 1936 in Altdorf bei Titting; † 6. Mai 2016 in Uttenreuth) war ein deutscher Historiker.

Rudolf Endres wurde als drittes von vier Kindern geboren. Sein Vater war Lehrer. Nach dem Besuch der Volksschule wechselte er 1947 an die Ohm-Oberrealschule in Erlangen. Dort legte er 1956 die Abiturprüfung ab. Noch im selben Jahr begann er das Studium. Er studierte Geschichte, Germanistik, Geographie und Sozialkunde an den Universitäten Erlangen und 1957 für zwei Semester in Würzburg. Zu seinen akademischen Lehrern gehörten in Würzburg Karl Bosl und in Erlangen die Historiker Anton Ernstberger, Karl Hauck, Wilhelm Kamlah und Gerhard Pfeiffer. Im Juni 1962 wurde er in Erlangen bei Pfeiffer mit der Arbeit Die Nürnberg-Nördlinger Wirtschaftsbeziehungen im Mittelalter bis zur Schlacht von Nördlingen promoviert. Ab April 1962 war er wissenschaftliche Hilfskraft am Institut für fränkische Landesforschung und ab 1962 wissenschaftlicher Assistent. Im Schuljahr 1966/67 war er Studienassessor am Fridericianum in Erlangen. Nach einer kumulativen Habilitation auf Grundlage der bisher vorgelegten Beiträge wurde er im Dezember 1973 zum Privatdozenten an der Universität Erlangen ernannt. Im Schuljahr 1973/74 war er Oberstudienrat. Im März 1974 wurde er wissenschaftlicher Rat auf Lebenszeit. Im Oktober 1978 wurde er Professor (C3) und am 1. Januar 1987 zum Universitätsprofessor berufen. Von 1988 bis zu seiner Emeritierung 2001 lehrte Endres als ordentlicher Professor für bayerische und fränkische Landesgeschichte an der Universität Bayreuth. Von 1983 bis 2007 betreute er als akademischer Lehrer 37 Dissertationen.
Endres galt als ausgewiesener Kenner für die Geschichte Frankens. Schwerpunkte seiner Forschungen waren die Geschichte der Stadt, vor allem Nürnbergs, des Adels, des Bauernkriegs sowie des Schul- und Bildungswesens. Endres war Mitherausgeber des Stadtlexikons Nürnberg und der Nürnberger Werkstücke zur Stadt- und Landesgeschichte. Er war Mitglied der Vereinigung für Verfassungsgeschichte. Für seine Arbeit erhielt er 1979 den Preis der Stadt Nürnberg. Für die Enzyklopädie deutscher Geschichte legte er 1993 den wegweisenden Band „Adel in der Frühen Neuzeit“ vor.
Endres war mit einer promovierten Medizinerin verheiratet, die 2013 verstarb. Er war 1980 eines der Gründungsmitglieder des Rotary Clubs Erlangen und übernahm im Jahr 1986/87 die Präsidentschaft. Wenige Monate nach seinem 80. Geburtstag starb Endres und wurde auf dem Waldfriedhof in Buckenhof beigesetzt.

## Schriften (Auswahl)
Ein Schriftenverzeichnis von Rudolf Endres für die Jahre 2000 bis 2010 erschien in: Charlotte Bühl-Gramer: Rudolf Endres (1936–2016). In: Blätter für deutsche Landesgeschichte 153 (2017), S. 469–476, hier: S. 472–476.
Monografien
- Adel in der frühen Neuzeit (= Enzyklopädie deutscher Geschichte. Bd. 18). Oldenbourg, München 1993, ISBN 3-486-55742-4.
- Franken und Bayern im 19. und 20. Jahrhundert (= Erlanger geographische Arbeiten. Bd. 45). Palm und Enke, Erlangen 1985, ISBN 3-920405-60-9.
- Die Nürnberg-Nördlinger Wirtschaftsbeziehungen im Mittelalter bis zur Schlacht von Nördlingen. Ihre rechtlich-politischen Voraussetzungen und ihre tatsächlichen Auswirkungen (= Schriften des Instituts für Fränkische Landesforschung an der Universität Erlangen-Nürnberg. Bd. 11). Degener, Neustadt/Aisch 1963.

Herausgeberschaften
- mit Michael Diefenbacher: Stadtlexikon Nürnberg. Tümmels, Nürnberg 1999; 2., verbesserte Auflage ebenda 2000, ISBN 3-921590-69-8 (online).
- Bayerns vierter Stamm. Die Integration der Flüchtlinge und Heimatvertriebenen nach 1945 (= Bayreuther Historische Kolloquien. Bd. 12). Böhlau, Köln u. a. 1998, ISBN 3-412-05698-7.
- mit Peter Blickle und Horst Buszello: Der deutsche Bauernkrieg (= UTB. Bd. 1275). 3. bibliographisch ergänzte Auflage. Paderborn u. a. 1995, ISBN 3-8252-1275-0.
- Bayreuth. Aus einer 800jährigen Geschichte (= Bayreuther Historische Kolloquien. Bd. 9). Böhlau, Köln 1995, ISBN 3-412-10594-5.
- Adel in der Frühneuzeit. Ein regionaler Vergleich (= Bayreuther Historische Kolloquien. Bd. 5). Böhlau, Köln u. a. 1991, ISBN 3-412-03490-8.